# きんきら☆きん
きんきら☆きん（1985年1月22日 - ）は、日本のファッションモデル。165センチメートル。滋賀県出身。ツインプラネット所属。
主にファッション雑誌『小悪魔ageha』におけるかつての活動や、その後に続く『EDGE STYLE〔エッジスタイル〕』での活動などから知られてきた。『L'avisme（ラヴィズム）』というネットショップを自ら店長として経営してきた実業家でもある。

## 来歴
もとは『小悪魔ageha』創刊時からの同誌の編集部員であったものの、やがて同誌においてモデルとしての活動を開始。『デコリスト』すなわち『デコレーションの達人』として高い人気を獲得した。
2009年の暮れには大韓民国出身の歌手・ユンナの楽曲『好きなんだ』のミュージックビデオの制作に関与。自身の手によるデコレーションをふんだんに加えたその仕上がりは『デコPV』などと評された。
2010年の3月に『エッジスタイル誌』が創刊すると、板橋瑠美、小森純、今泉宏美、椿姫彩菜、桃華絵里、Lie、早川沙世、藤田志穂などの面々とともにさっそく誌面に登場。同誌のモデルを務めるようになった。同誌では更に『スーパーデコリスト』として自身の連載ページをも獲得するに至っている。
女性3人組ユニット『DOMINO』のシングル「キラキラ」が発売された2010年の半ば頃には、『デコプティ』という自身の製作品を同楽曲のプレゼント企画に提供するなどしている。

## 出演

### 雑誌
- 『小悪魔ageha』
- 『EDGE STYLE』

### イベント
- 『SHIBUYA デコパソ COLLECTION』（2009年3月25日〜4月25日） ― 桃華絵里と共同でデコレーションを施した日本エイサーのネットブック『Aspire one（アスパイア・ワン）』の『デコパソ』を提供。[6]
- 『夢見るMYマイメロディ展』（六本木ヒルズ、2012年2月22日〜2012年3月5日） 共／青木美沙子、浅野忠信、有本ゆみこ、五十嵐圭、太田莉菜、乙葉、加藤夏希、鹿島沙希、girl next door、神田うの、木口千佳、氣仙えりか、木戸美歩、清川あさみ、熊谷ゆかり、黒崎えり子、河野純子、国生さゆり、小島藤子、虎南有香、小日向えり、小山典子、さくらまや、佐田真由美、佐藤琢磨、関根和美、TAO、ダイアモンド☆ユカイ、高木万平・心平、高杉さと美、土屋アンナ、てんちむ、中原佳美、双木昭夫、原田真里子、日菜あこ、舟山久美子、bump.y、真島茂樹、松井珠理奈、松岡里枝、マロン、松島花、水川あさみ、水木一郎、misono、三原勇希、三船美佳、武藤敬司、望月海羽、ももいろクローバーZ、桃華絵里、安めぐみ、山口裕子[7]

### テレビ
- 『HOTEL@TOKYO』（2011年3月5日、フジテレビ）[8]
- 『王様のブランチ』（2010年8月21日、TBS）[8] ― 蛯原友里、英玲奈、中村明花、益若つばさ、小森純、青木英李、舟山久美子、村田莉、椎名ひかり、橋本甜歌、土屋巴瑞季も出演[9]
- 『Take Me Out』（2010年1月7日、TBS）[8] ― 小森純、尾形沙耶香、三輪麻未、森貴美子、鈴木亜耶、森摩耶、殿柿佳奈、小田切恵子、内田仁菜、麻乃、林香緒里、八木麻衣子、高橋真依子も出演[10]
- 『めざましテレビ』（2009年11月30日、フジテレビ）[8]
- 『SmaSTATION!!』（2009年9月12日、テレビ朝日）[8] ― 椿姫彩菜、木下優樹菜、益若つばさ、桃華絵里、藤田志穂、舟山久美子、鈴木あやも出演[11]
- 『激安バラエティー』（2009年7月22日／29日、TBS）[8]
- 『ガールズ・ライク・マネー』（2009年2月28日[8]／3月14日[12]、日本テレビ） ― 益若つばさ、小森純、稲森寿世[13]も出演
- 『昭和×平成～SHOWはHey!Say!～』（2008年9月14日、日本テレビ）[8] ― 椿姫彩菜も出演[14]

### その他
- DVD：『キラモリ』（2009年6月23日発売） 共／早川沙世、純恋、一条京香、上ノ宮絵理沙、家村マリエ、滝沢麗奈、みぽ、椿姫彩菜[15]